# Socha svatého Jana Nepomuckého (Chvalkovice)
Socha svatého Jana Nepomuckého stojí u silnice v obci Chvalkovice v okrese Náchod. Socha, chráněná jako kulturní památka, je zapsána do seznamu památek od 2. listopadu 2007. Národní památkový ústav tuto sochu uvádí v katalogu památek pod rejstříkovým číslem ÚSKP 102607. 

## Popis
Pískovcová socha sv. Jana Nepomuckého v životní velikosti v obvyklém ikonografickém pojetí je kvalitní ukázkou pozdně barokní sochařské práce z období první poloviny 18. století. Od roku 1932 je umístěna u silnice u přepadu z koupaliště. Původně stála na pravém břehu potoka, těsně u mostu v nynější zahradě mlynáře. Její autor je neznámý, patrně pochází z dílny Matyáše Bernarda Brauna. 